# Івано-Кепине
Іва́но-Ке́пине — село в Україні, у Снігурівській міській громаді Баштанського району Миколаївської області. Населення становить 795 осіб.
Територія, на якій знаходиться село Івано-Кепино, з давніх часів була заселена скіфами, хазарами, печенігами, половцями. До сих пір зберігся курган, який зветься Солодка могила. Після монгольської навали це був дикий степ: буфер між кримськими татарами і слов'янами.
З Нижньогородської губернії в 1774 році людей, які допомагали Пугачову, виселили в Архангельську губернію, Приморського уїзду село Кепино. Село стоїть на річці Кепина. В той час на річці Північна Двіна будували кораблі, і мужиків з села Кепино забрали на роботу. Росія будувала флот для війни з турками. У 1775 році корабель, на якому був Іван Дзюбак, молодий чоловік богатирської статури, вбив у Коркинському заливі зазнав пошкоджень. Люди висадились на берег і з боями прорвались до Дніпра.
У стичці з татарами, які поверталися з награбованим добром і полоненими, загинуло 8 чоловік загону. Біля нинішнього міста Олешки переправились через Дніпро. Тут вони зустрілись з кошовим атаманом Вінником і, відірвавшись від татар, дійшли до Інгульця. В кішінкі під керівництвом кошового Петра Віника і Івана Дзюбак зробили привал, це 2 кілометри від нинішнього села Івано-Кепино. Сторожовий загін стояв через річку, де стоїть зараз Юрівка в кішінкі (від слова "кош").
Частина козаків пішла з кошовим Петром, а частина – на чолі з Іваном. Потім загін поселився на території нинішньої залізничної станції після кримської компанії. Катерина, друга, виділила землі Зосиму Поліщуку, у якого склались добрі відносини з Дзюбаком. Свій стан спочатку назвали Іванівська Слобода, а через деякий час село назвали в честь людей, прибулих з Кепино. До сих пір говорять, що в селі живуть люди кепинської нації.
Унаслідок господарювання (конюшня, корівник, кузня, комора, маєток), в 1806 році син Поліщука, Федір, успадкував маєток. Але новий господар був картьожником і в 1812 році продав маєток Рафтапулову. Новий господар був своєнравною і жорстокою людиною. Було декілька повстань, які за допомогою козаків було придушено.
В 1854 році епідемія чуми забрала до 40 душ, неврожаї 1836 і 1872 років, столипінська реформа обезлюднили село. В 1917 році – революція, в 1918 – інтервенція, в 1919 – банда Григорьєва, денікінці, яких вигнав ватажок з Висувні Загородній. У 1920 село зайняли білокозаки, а їх вигнали більшовики. У 1923 село входить до Снігурівського району Херсонського округу.
У 1930 сформували колгосп. 19 серпня 1941 року – окупація, до 13 березня 1944. Після ПЕРЕМОГИ відновили колгосп, працювали: магазин, фельдшерський пункт, школа. З 1951 по 1954 роки будівництво залізниці. У 1961 збудували дитячий садок, клуб, продмаг. З 1982 по 1987 провели зрошування полів, в 1991 – нова школа, дитсадок.

## Населення

### Мова
Розподіл населення за рідною мовою за даними перепису 2001 року:
| Мова            | Кількість | Відсоток |
| --------------- | --------- | -------- |
| українська      | 782       | 98.36%   |
| російська       | 10        | 1.26%    |
| інші/не вказали | 3         | 0.38%    |
| Усього          | 795       | 100%     |